# Manhattan Life Insurance Building
Manhattan Life Insurance Building byla jednou z prvních výškových budov v New Yorku. Měla osmnáct pater.
Budova, dokončená v roce 1894, vystřídala New York World Building (nebo také Pulitzer Building) v pozici nejvyššího mrakodrapu světa. S výškou 106 m byla první výškovou budovou, která překonala hranici sta metrů. Zajímavostí je, že měla jen 18 pater, takže stropy byly více než 5 metrů vysoko.
Titul nejvyšší budovy si udržela do roku 1899, když ji překonal Park Row Building.
V roce 1963 byla budova Manhattan Life Insurance Building zbourána, na jejím místě vznikla přístavba mrakodrapu Irving Trust Company Building, dnes známý jako 1 Wall Street.